# Parque Urbano Central de La Paz
El Parque Urbano Central de La Paz, Parque Urbano Central o PUC, por sus siglas es un área verde y área natural protegida de la ciudad de La Paz.
Se encuentra ubicado en el centro de la ciudad y está compuesto por 23 áreas que incluyen paseos, la vía balcón, la cúpula de adobe, cicloruta, boulevard los Álamos, Campo Ferial del Bicentenario, Paseo de la memoria; memorial Marcelo Quiroga Santa Cruz.
Es administrado por la entidad descentralizada Ema verde, dependiente del Gobierno Autónomo Municipal de La Paz desde 2015.

## Concurso internacional de diseño
El diseño del espacio fue objeto de un concurso internacional de diseño urbano lanzado por la Alcaldía local y la Unión Internacional de Arquitectos. En 2002 se habían recibido 52 propuestas.

### Jurado
El concurso contó con la participación de arquitectos profesionales de todo el mundo para la calificación de los proyectos, entre ellos:
- Jordi Farrando
- Bademli Rasit Raci (Turquía)
- Alejandro Zaera Polo (España)
- Kazuro Iwamuara (Japón),
- Ashraf Salama (Egipto)
- Rodolfo Imas (Argentina),
- Cecilia Scholz (Bolivia)
- Javier Bedoya (Bolivia)
- Ana María Salguero (Bolivia)

## Actividades
Por la diversidad de espacios que alberga el parque, en él se desarrollan diferentes actividades que incluyen la instalación de ferias como la Feria de Alasitas y la Feria navideña, que congregan un agran cantidad de comerciantes y artesanos llegados de todas las zonas de La Paz e invitados de otras ciudades de Bolivia.
Paralelamente de instalaciones artísticas y otros entretenimientos.

## Paisaje

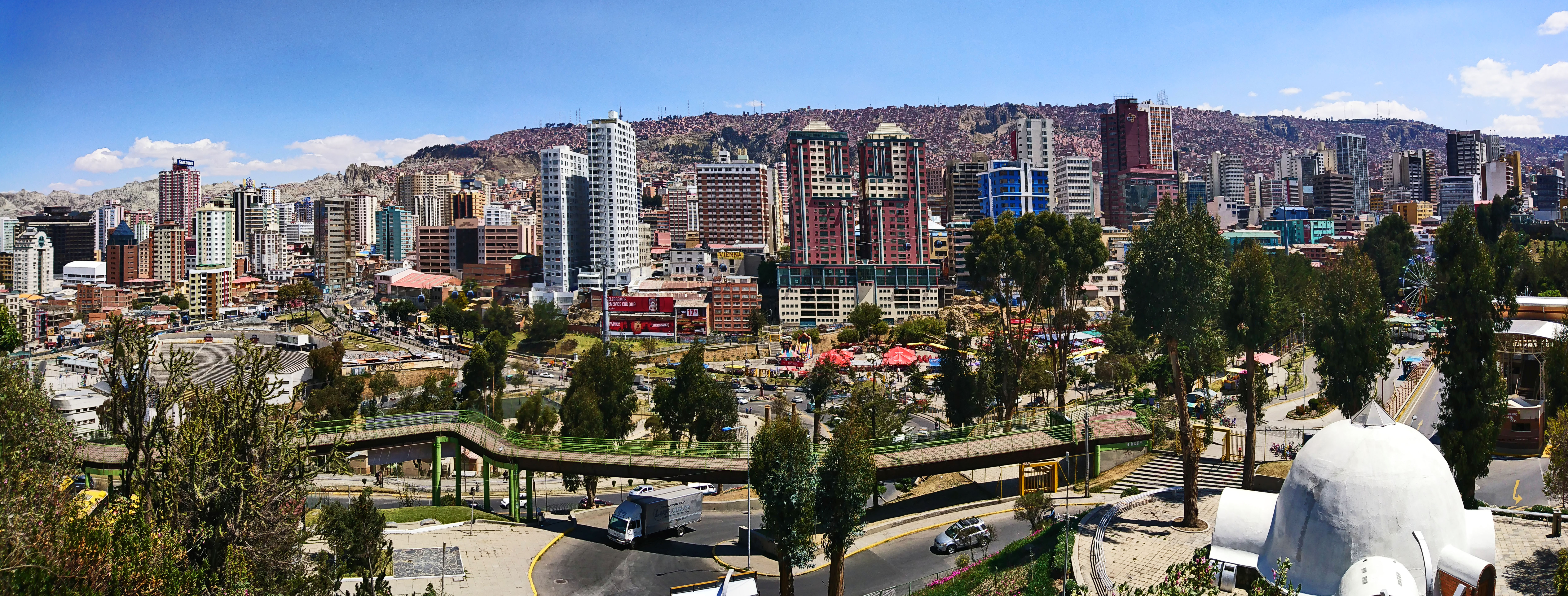
Panorámica del Parque Urbano Central
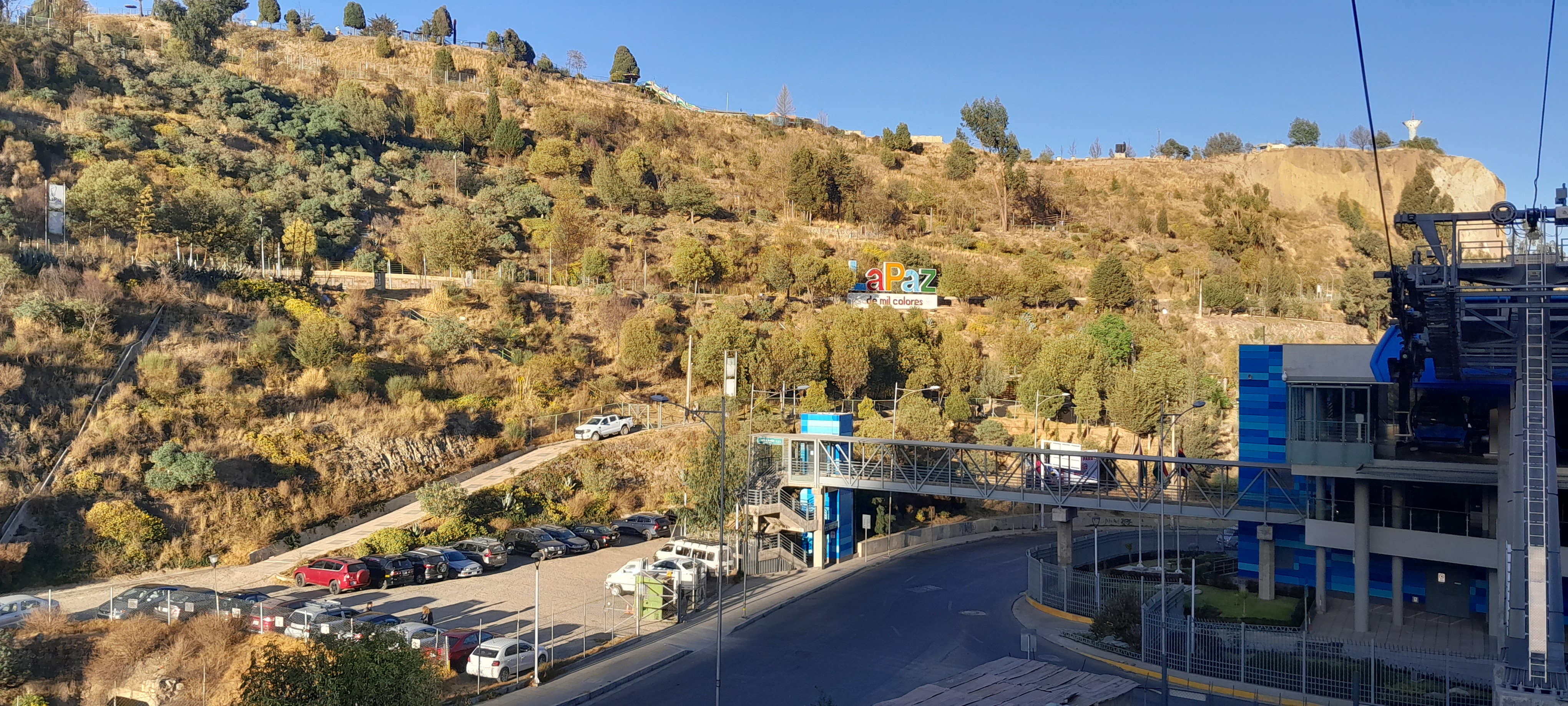
Vista sur del parque